# Термінал ЗПГ Картахена
Термінал ЗПГ Картахена — інфраструктурний об'єкт для прийому та регазифікації ЗПГ в Іспанії. Розташований на південному сході країни у порту Ескомбрерас (автономна область Мурсія).
Термінал ввели в експлуатацію у 1989 році. Первісно він був обладнаний одним сховищем для зберігання ЗПГ об'ємом 55000 м3, проте кількома етапами резервуарний парк збільшили до п'яти одиниць загальним обсягом 587000 м3, додавши 105000 м3 (2002), 127000 м3 (2005) та два резервуари по 150000 м3 (2008 та 2010). Також збільшувались і можливості портового господарства: у 2000 році термінал отримав здатність обслуговувати газовози вантажоємністю до 130000 м3, а з 2009-го судна розміру Q-max (до 266000 м3).
В результаті всіх модернізацій річна потужність терміналу зросла до 9,1 млн.т ЗПГ (12,7 млрд м3).
На момент спорудження терміналу планувалось, що великим споживачем буде завод з виробництва аміаку компанії ENFERSA (з часу свого заснування споживав як сировину нафтопродукти), проте він закрився вже у 1993-му. Втім, в районі Картахени діяло чимало промислових підприємств, зокрема, потужний нафтопереробний завод у Ескомбрерасі, а в 2006-му в цій же промзоні запустили три розраховані на спалювання природного газу електростанції компаній Gas Natural Fenosa, AES та Iberdrola. 
З плином часу забезпечили можливість видачі ресурсу до інших регіонів за допомогою газопроводів Картахена – Валенсія та Картахена – Лорка.